# Alberto Garzón
Alberto Carlos Garzón Espinosa (Logroño, 9 ottobre 1985) è un politico ed economista spagnolo, militante del Partito Comunista di Spagna e di Sinistra Unita, di cui è stato segretario confederale da maggio 2016 a novembre 2023, deputato nelle Corti Generali dal 2011 al 2023 e ministro del Consumo da gennaio 2020 a novembre 2023.

## Biografia
Garzón ha studiato inizialmente Amministrazione e Gestione aziendale presso la Facoltà di Scienze Economiche dell'Università di Malaga, ma l'anno seguente è passato ad Economia. Quando aveva 18 anni, è entrato a far parte della Sinistra Verde-Andalucía.
Nel 2004 ha partecipato alla fondazione di Students for a Critical Economy, un'associazione di cui è stato presidente fino al 2008, e che era nella stessa linea del movimento economico post-autistico nato in Francia qualche anno prima. Lo scopo di quel gruppo era accademico e militante, dal momento che denunciava il pensiero unico e il vuoto intellettuale che regna nell'insegnamento dell'economia, allo stesso tempo in cui partecipava a movimenti sociali come il Forum Sociale Un'altra Malaga del 2004. L'associazione incorporerebbe prima come studenti di sinistra, un'associazione universitaria di natura di sinistra e anticapitalista, e successivamente, nella piattaforma di studenti critici, un'unione di molti gruppi progressisti. Critica Economia Malaga ha partecipato alle elezioni studentesche, ottenendo il 64% dei voti nel 2008.
Sinistra Unita ha posto Garzón in quinta posizione nella lista per le elezioni locali del 2007 in Spagna.
In seguito Garzón ha conseguito il Master in Economia e Sviluppo Internazionale presso la School of Business & Economic Sciences presso l'Università Complutense di Madrid. Altri politici di Sinistra Unita si sono iscritti alla School of Business & Economic Sciences dell'Università, tra cui Eddy Sánchez, oltre a diversi consulenti economici per Unidos Podemos.
Garzón è stato eletto deputato al Parlamento spagnolo per la prima volta alle elezioni del 2011. Era il membro più giovane della Camera dei Deputati durante quella legislatura.